# 중화어린이도서관
중화어린이도서관은 대한민국 서울특별시 중랑구 중랑역로3길 28 (중화동)에 있는 도서관이다.

## 연혁
- 2009년 6월 24일 : 개관
- 2013년 1월 15일 : 중랑구 북스타트 사업 운영
- 2014년 10월 7일 : 중랑구립 4개 도서관 통합자료관리시스템(KOLASⅢ) 도입
- 2014년 12월 2일 : 중랑구립 4개 도서관 상호대차 서비스(책두레) 실시
- 2015년 1월 : 중랑구립 4개 도서관 모바일 서비스 실시

## 이용 안내
이용 시간
- 평일 09:00~18:00
- 토요일 12:00~16:00

휴관일
- 매주 일요일
- 일요일을 제외한 법정공휴일
- 도서관 사정에 의한 임시휴관일